# James Holt Clanton

James Holt Clanton

James Holt Clanton (* 8. Januar 1827 im Columbia County, Georgia; † 27. September 1871 in Knoxville, Tennessee) war ein Politiker in Alabama und Brigadegeneral der Konföderierten Staaten von Amerika im Sezessionskrieg.

## Leben
Clanton diente im Mexikanisch-Amerikanischen Krieg von 1846 bis 1848. Danach trat er aus der Armee aus und betätigte sich unter anderem als Politiker in Alabama, wo er es zum Mitglied im Repräsentantenhaus von Alabama brachte. Bei Ausbruch des Sezessionskriegs trat er in die Armee der Konföderierten ein und wurde in den folgenden Jahren bis zum Brigadegeneral befördert.
Nach Kriegsende ließ Clanton sich in Knoxville (Tennessee) nieder, wo er am 27. September 1871 von einem ehemaligen Soldaten der Unionsarmee bei einer Schießerei getötet wurde. Die Stadt Clanton, Sitz der County-Verwaltung (County Seat) des Chilton County in Alabama, wurde nach ihm benannt.